# Sobór Narodzenia Matki Bożej w Kropywnyckim
Sobór Narodzenia Matki Bożej – prawosławny sobór w Kropywnyckim, katedra eparchii kirowohradzkiej Ukraińskiego Kościoła Prawosławnego Patriarchatu Moskiewskiego.

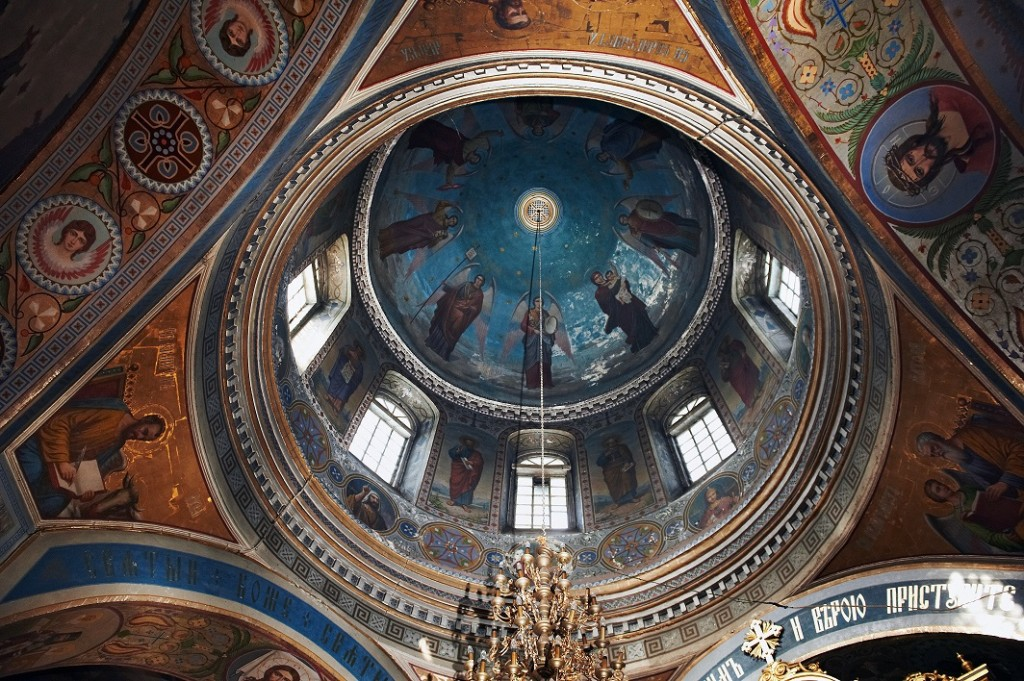
Wnętrze kopuły wraz z malowidłami ściennymi

## Historia
W 1761 grecka społeczność Jelizawietgradu, złożona głównie z kupców, rozpoczęła wznoszenie w miejscowości własnej świątyni pod wezwaniem św. Konstantyna. Następnie patronką cerkwi została Włodzimierska Ikona Matki Bożej. Grecka świątynia była zbudowana z drewna, jej poświęcenie miało miejsce w 1766. W 1784 do greckiej parafii w mieście należało 1040 osób. Jednak już na przełomie XVIII i XIX w. placówka straciła swój dotychczasowy etniczny charakter; odnotowywani w księgach parafialnych greccy kupcy korzystający z posługi religijnej w świątyni byli przyjeżdżającymi okazjonalnie do miasta kupcami.
W 1812 na miejscu starszej świątyni wzniesiono nową cerkiew, murowaną, w stylu klasycystycznym, z trzema ołtarzami. Budynek ten zbudowany został na planie prostokąta, z pojedynczą absydą. Elewacje południowa i północna zdobią portyki złożone z czterech kolumn korynckich, podtrzymujących trójkątne frontony. Kolumny na fasadzie zachodniej utrzymano w porządku doryckim. Cerkiew posiada jedną kopułę umiejscowioną na polisferycznym bębnie, w którym wykuto rząd okien rozdzielanych półkolumnami. Wnętrze cerkwi zdobione jest freskami. W dzwonnicy świątyni, zlokalizowanej w sąsiedztwie cerkwi, oprócz pomieszczenia, w którym zawieszono dzwony, znajdują się trzy pokoje mieszkalne. Dzwonnica reprezentuje ten sam styl, co sama świątynia.
W 1898 cerkiew została w znaczący sposób przebudowana; w toku prac powiększono ją niemal dwukrotnie.
Sobór jest jedyną budowlą sakralną w Kropywnyckim, która nigdy w swojej historii nie była zamykana przez władze radzieckie. Swoje obecne wezwanie przybrał w 1944, gdy zamknięty został poważnie zniszczony sobór Zaśnięcia Matki Bożej, a cerkiew Włodzimierskiej Ikony Matki Bożej została wyznaczona na nową katedrę eparchii kirowohradzkiej Egzarchatu Ukraińskiego. Od 1963 sobór posiada status zabytku. W latach 80. XX wieku budowla była remontowana.